# Сан Пјетро (Венеција)
Сан Пјетро је насеље у Италији у округу Венеција, региону Венето.
Према процени из 2011. у насељу је живело 344 становника. Насеље се налази на надморској висини од -2 м.